# Convocações para o Campeonato Africano das Nações de 2017
O Campeonato Africano das Nações de 2017 foi disputado no Gabão entre os dias 14 de janeiro e 5 de fevereiro por 16 seleções de futebol.
Cada uma das seleções teve o direito de alistar 23 jogadores. Cada jogador envergou o mesmo número na camisa durante todos os jogos do torneio.

## Grupo A

### Burkina Fasso
Convocação anunciada em 6 de janeiro de 2017.

### Camarões
Convocação anunciada em 4 de janeiro de 2017

### Gabão
Convocação anunciada em 27 de dezembro de 2016.

### Guiné-Bissau
Convocação anunciada em 4 de janeiro de 2017.

## Grupo B

### Argélia
Convocação anunciada em 31 de dezembro de 2016.

### Senegal
Convocação anunciada em 30 de dezembro de 2016.

### Tunísia
Convocação anunciada em 4 de janeiro de 2017.

### Zimbábue
Convocação anunciada em 4 de janeiro de 2017.

## Grupo C

### Costa do Marfim
Convocação anunciada em 4 de janeiro de 2017.

### Marrocos
Convocação anunciada em 4 de janeiro de 2017.

### República Democrática do Congo
Convocação anunciada em 6 de janeiro de 2017.

### Togo
Convocação anunciada em 4 de janeiro de 2017.

## Grupo D

### Egito
Convocação anunciada em 4 de janeiro de 2017.

### Gana
Convocação anunciada em 4 de janeiro de 2017.

### Mali
Convocação anunciada em 4 de janeiro de 2017.

### Uganda
Convocação anunciada em 4 de janeiro de 2017.